# Bountiem Phissamay
Bountiem Phissamay (* in Laos) ist ein laotischer Politiker, Wissenschaftler, Ökonom und Fußballfunktionär.

## Leben und Wirken

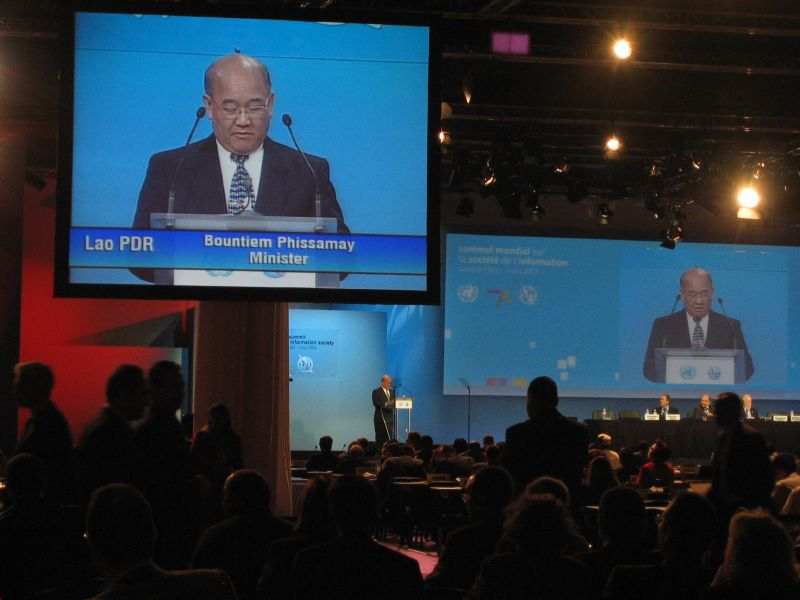
Bountiem Phissamay bei einer Rede im November 2005

Phissamay ist ein Abgeordneter der laotischen Nationalversammlung, der direkt unter dem amtierenden laotischen Premierminister Bouasone Bouphavanh agiert, und Mitglied der  Laotischen Revolutionären Volkspartei, der einzigen politischen Partei in Laos. Des Weiteren ist der gebürtige Laote als Ökonom in der „Science, Technology and Environment Agency“ (STEA) mit Sitz in der laotischen Hauptstadt Vientiane tätig. Dabei besetzt Phissamay zurzeit auch das Amt als Präsident der Agency. Neben dem Doktortitel besitzt er aufgrund seiner Tätigkeit auch den verliehenen Titel des Professors sowie das Ehrenprädikat Exzellenz. Neben seiner politischen Tätigkeit engagiert sich Phissamay auch im Fußballsport und war unter anderem Präsident der Lao Football Federation, dem laotischen Fußballverband, bis er durch Phouvanh Vongsouthi abgelöst wurde.